# Jörg Sauer

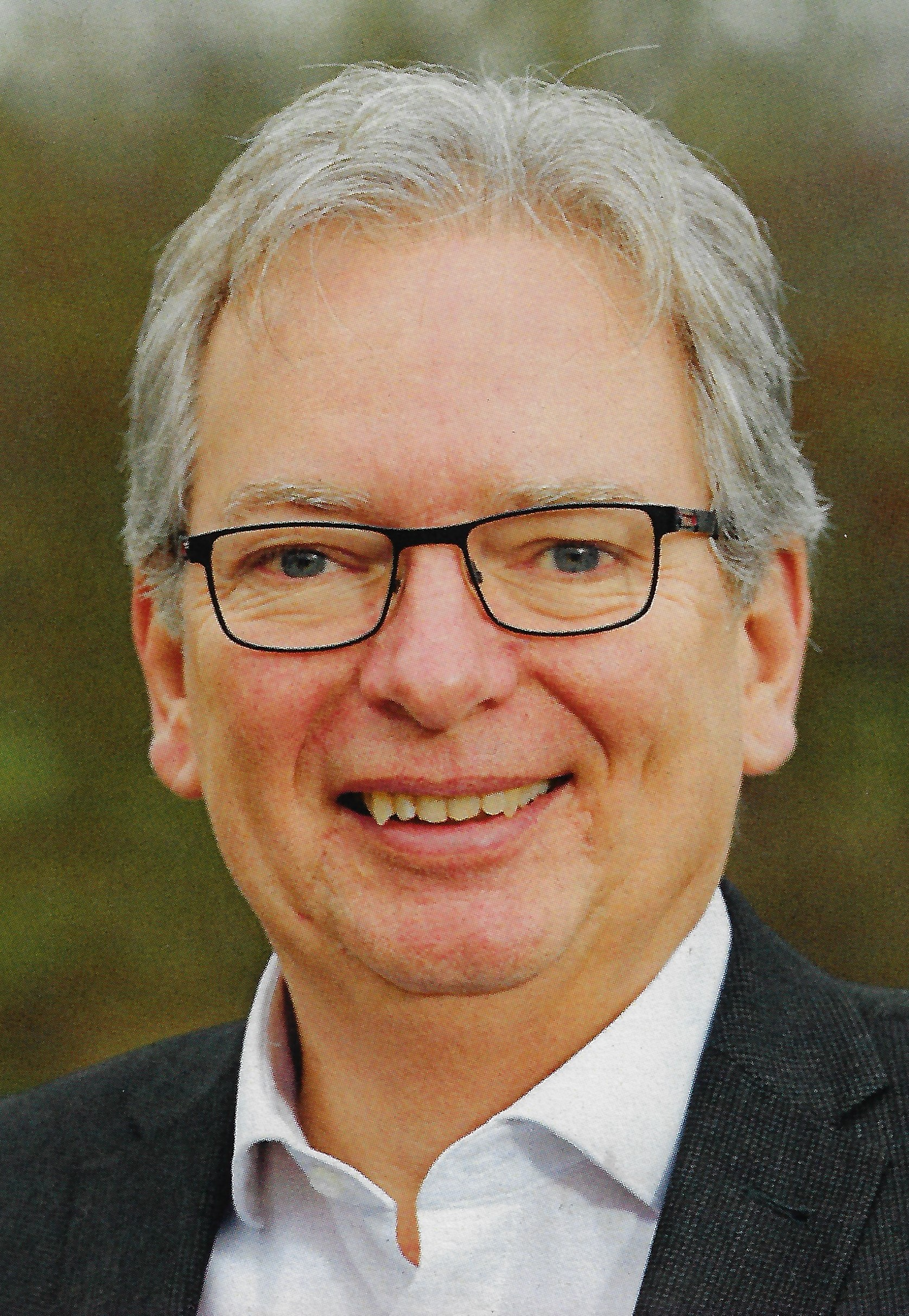
Jörg Sauer, 2020

Jörg Sauer (* 27. März 1963 in Bad Hersfeld) ist ein deutscher Verwaltungswirt und Kommunalpolitiker (SPD) und seit 15. Februar 2019 Erster Kreisbeigeordneter des Landkreises Limburg-Weilburg.

## Leben und Wirken
Jörg Sauer besuchte die Weilburger Jakob-Mankel-Grundschule und das Gymnasium Philippinum Weilburg. Nach seinem Abitur im Jahr 1982 und anschließendem Wehrdienst studierte er von 1984 bis 1987 an der Fachhochschule für Verwaltung in Gießen. Von 1987 bis 1989 war er im Bau- und Umweltamt des Landkreises Limburg-Weilburg tätig und wechselte von dort in die Stabsstelle der Kreisverwaltung und als stellvertretender Referatsleiter in das Referat „Oberste Kreisorgane“ unter den Landräten Georg Wuermeling und Manfred Fluck bis 1997.
Im Jahr 1996 kandidierte Sauer für das Amt des Bürgermeisters der Gemeinde Löhnberg, das er nach gewonnener Wahl 1997 antrat. Seine deutliche Wiederwahl 2003 erfolgte mit Unterstützung aller Parteien in der Gemeinde Löhnberg. Das Bürgermeisteramt übte er als Parteiloser bis April 2009 aus, wobei er die Sanierung der Burgruine Laneburg vorantrieb und den Grundstein für das Mehrgenerationenhaus legte. In dieser Zeit war er Vorsitzender des Finanzausschusses des Städte- und Gemeindebundes in Hessen und im Vorstand der parteiunabhängigen Bürgermeister. Zudem war er im Vorstand des Förderkreises der Lebenshilfe Wetzlar-Weilburg als stellvertretender Vorsitzender ehrenamtlich tätig.
Nach dem selbstgewählten Ausscheiden aus dem Amt des Bürgermeisters beteiligte sich Sauer 2009 mit zwei Partnern an einem in Gründung befindlichen Maschinenbauunternehmen in Rheinland-Pfalz. Im Jahr 2011 gründete er mit einem Freund das Büro „VIS 21“ in Limburg, das neben klassischer Beratungsarbeit für Unternehmen und Kommunen den Schwerpunkt „Erneuerbare Energien“ hat. Er fungierte dort auch als Geschäftsführer. In einem weiteren Unternehmen übernahm er Anfang 2018 die Projektleitung „Physical Electric Desinfication“ gegen MRSA-Keime in der Raumluft.
Sauer gehört seit 2016 der SPD an und wurde 2018 als Kandidat von der SPD für das Amt des Landrats nominiert. Sauer erzielte in dieser Wahl, in der sein Mitbewerber Michael Köberle gewählt wurde, 42,1 % der gültigen Stimmen.
Jörg Sauer wurde vom Kreistag des Landkreises Limburg-Weilburg in seiner Sitzung vom 15. Februar 2019 zum Ersten Kreisbeigeordneten gewählt und vereidigt. Der diplomierte Verwaltungswirt trat damit die Nachfolge von Helmut Jung an, der altersbedingt nicht zur Wiederwahl antrat.
Jörg Sauer hat seinen Wohnsitz in Löhnberg.

## Mitgliedschaften
Im ehrenamtlichen Sektor ist er in sozialen und kulturellen Institutionen aktiv und Mitglied in vielen Vereinen. In dem Verein Weilburger Schlosskonzerte war er mehrere Jahre Vorsitzender.